# 日本スポーツ出版社
株式会社日本スポーツ出版社（にっぽんスポーツしゅっぱんしゃ）は、主にスポーツ関連の雑誌・書籍を発行していた日本の出版社。英語表記：Nippon Sports Publishing co.,Ltd. 略称：NSP。本社は、東京都中央区新川1丁目29番13号の永代橋エコピアザビル内に置いていた。

## 歴史・概要
- 1968年（昭和43年）1月19日 - 1967年（昭和42年）10月に会社更生法適用を申請したベースボール・マガジン社の退社組により、東京都千代田区神田で設立・創業[1]。また、『プロレス&ボクシング』編集長だった竹内宏介もヘッドハンティングされる形で入社。竹内宏介を編集長としてプロレス・ボクシング・キックボクシングを扱う月刊誌『ゴング』を創刊した。
- 1969年（昭和44年） - 別冊誌『別冊ゴング』を創刊。
- 1971年（昭和46年）
  - 2月 - 本社を文京区白山2丁目に移転（1984年（昭和59年）3月新改築）。
  - 3月 - サッカー専門誌『イレブン』を創刊（1988年（昭和63年）に『サッカーイレブン』へ改題したのち休刊）。
- 1972年（昭和47年）8月 - バレーボール専門誌『バレー日本』を創刊（1973年（昭和48年）に休刊）。
- 1977年（昭和52年）5月 - 野球専門誌『月刊野球党』を創刊（1979年（昭和54年）途中に『ホームラン』へ改題）。
- 1982年（昭和57年）4月 - 『ゴング』からボクシング部門が独立し、月刊誌『ワールド・ボクシング』として創刊（2006年（平成18年）に休刊）。
- 1984年（昭和59年）5月 - 『別冊ゴング』を週刊化し『週刊ゴング』に改題。
- 1986年（昭和61年）12月 - 月刊『ゴング』を『ゴング格闘技』に改題。
- 1997年（平成9年）
  - 4月 - ムック『NIPPON SPORTS MOOK』の刊行開始。
  - 1997年（平成9年）12月期決算で設立以来最高となる約30億円の売上高を達成[2]。
- 2004年（平成16年）8月 - 経営再建のため、竹内宏介が代表取締役社長を退任し、小佐野景浩も執行役員を退任、退社するなど経営陣刷新が行われる。前田大作が経営権を取得し、代表取締役社長となる[2]。また、同年より写真集の発行を開始する（『NIPPON SPORTS MOOK』として発行。スポーツ選手にとどまらず、グラビアアイドルやAV女優のものも発行していた）。
- 2005年（平成17年） - プリヴェ・ジャパンが発行していた投資情報誌『LA PRIVE'E』の編集発行を開始。
  - 9月 - 本社を中央区新川へ移転。
- 2006年（平成18年）
  - 2月 - 社長の前田が別途経営するSNS運営会社・ゆびとまの筆頭株主となり、同社を子会社化。
  - 4月 - アドテックス（東京都港区）の民事再生スポンサーとなる[2]。
- 2007年（平成19年）
  - 2月19日 - アドテックスの資産隠し事件で民事再生法違反（詐欺再生）の疑いで前田が逮捕。同日付で前田を代表取締役から解任、内田幸文が代表取締役に就任した。
  - 3月 - 事業を停止、発行していた雑誌はすべて休刊となる（12日に『ゴング格闘技』休刊を発表、14日に『週刊ゴング』が同日発売の1168号をもって休刊、15日に『ホームラン』の休刊を発表）。
- 2008年（平成20年）
  - 2月12日 - 山田一成が代表取締役へ就任し内田が取締役となる。
  - 2月19日 - 内田は取締役解任となった。
- 2010年（平成22年）1月29日 - 債権者による日本スポーツ出版社に対する破産申立により、東京地方裁判所より破産法に基づく会社破産手続開始を通達される[3]。
- 2011年（平成23年）3月14日 - 破産手続終結[4]。法人格消滅。

## 主な定期刊行物
☆は2007年（平成19年）3月時点で発行していた定期刊行物。

### 他の出版社へ移行した定期刊行物
- ゴング格闘技☆ - イースト・プレス → アプリスタイルへ移行

1968年（昭和43年）に『ゴング』として創刊。1986年（昭和61年）に『ゴング格闘技』へ改題。2007年（平成19年）4月23日にイースト・プレスから『GONKAKU』の名前で復刊、2008年（平成20年）より『ゴング格闘技』に戻したが、2017年（平成29年）4月22日発売の2017年6月号をもって再び休刊。2019年（平成31年）3月23日にアプリスタイルから再復刊。
- Lady'sゴング☆ - 大都社 → 源流社へ移行

週刊ゴングの増刊号扱い。後に大都社から『LADY'S リング』の名で復刊、現在は源流社より『RINGSTARS』として発売。
- ホームラン☆ - 廣済堂出版へ移行 - ミライカナイへ移行

1977年（昭和52年）『月刊野球党』として創刊。2008年（平成20年）2月、廣済堂出版より復刊後、2021年（令和3年）、ミライカナイが事業継承。
- ワールド・ボクシング - 発売元をKKベストセラーズ → フィットネススポーツへ移行

『World boxing』とも。2004年5月号まで発行、6月号以降は発行元をMACC出版に移しNSPは発売元となり、2006年9月号まではNSPが発売。2006年11月号よりKKベストセラーズから『ボクシング・ワールド』としてリニューアル、2009年8月号よりフィットネススポーツより『ボクシング・ビート』として発売。

### 休廃刊となった定期刊行物
- 週刊ゴング☆

1969年（昭和44年）に月刊の『別冊ゴング』として創刊。1984年（昭和59年）に週刊化・改題。2007年（平成19年）3月に休刊。
- イレブン

1971年（昭和46年）5月 - 1988年（昭和63年）11月まで全222号発行。1988年（昭和63年）2月から『サッカーイレブン』に改題。
- バレー日本

『バレーNippon』とも。1972年（昭和47年）12月 - 1973年（昭和48年）7月。休刊。
- WORLD INSITE

隔月誌。
- LA PRIVE'E

『ラ・プリヴェ』とも。隔月末発売の投資情報誌。2002年12月・2003年1月合併号から2005年2月・3月合併号まで、全14号プリヴェ・ジャパンより発行。2005年4・5月号から2006年2・3月号まで、NSPが5号（通算20号）発行して休刊。